# Romance pour violon et piano (Martinů)
Romance pour violon et piano (H 186bis) est une courte composition de Bohuslav Martinů, créée en mai 1930, que son auteur ne mentionne dans aucune liste de ses œuvres.

## Découverte
La pièce n'a été retrouvée qu'en 2022 par une employée de l'Institut Bohuslav Martinů de Prague, à la Bibliothèque nationale d'Israël à Jérusalem. Le 14 septembre 2022, cette dernière a fourni à l'Institut Bohuslav Martinů une copie numérique. Le manuscrit a été dédié à Boris Lipnitzky, photographe français, juif ukrainien d'origine. Selon ce qui reste une hypothèse, il s’agirait en fait d'une copie de la Romance, disparue en 1910, et de nouveau créée et datée par Bohuslav Martinů.

## Présentation de l’œuvre
La pièce a été interprétée pour la première fois le 8 novembre 2022 sous la forme d‘une transcription pour violoncelle et piano lors du 8e concert - au-bénéfice de l'Institut Bohuslav Martinů -  au Profesní dům de Prague, par le violoncelliste Petr Nouzovský et le pianiste Martin Kasík.
La première mondiale de la version originale pour violon et piano a été présentée par le violoniste Frank Peter Zimmermann et le pianiste Martin Helmchen le 10 janvier 2023, lors d'un récital au Wigmore Hall de Londres.